# Grammitis pilifera
Grammitis pilifera là một loài dương xỉ trong họ Polypodiaceae. Loài này được Ravi & J.Joseph mô tả khoa học đầu tiên năm 1980.
Danh pháp khoa học của loài này chưa được làm sáng tỏ. 